# Maarten den Bakker
Maarten den Bakker, född 26 januari 1969 i Abbenbroek i Zuid-Holland, är en tidigare tävlingscyklist från Nederländerna.
den Bakker deltog i nio Tour de France under sin karriär och slutförde dem alla.

## Karriär
Marten den Bakker blev nationsmästare för amatörer under säsongen 1989 och det var delvis därför som han blev professionell cyklist året därpå med cykelstallet PDM (PDM-Concorde). Två år senare började han att tävla för cykelstallet TVM och han vann de nederländska mästerskapen i linjelopp under säsongen 1996.
Mellan 1998 och 2005 tävlade han för Rabobank. Den Bakker slutade tvåa i Amstel Gold Race år 1998 och tvåa i La Flèche Wallonne år 1999, samma år slutade han också trea i Liège-Bastogne-Liège och vann de nederländska mästerskapen i linjelopp
Han vann de nederländska mästerskapen i tempolopp 2003.
Efter ett år med Team Milram fick den Bakker och Aart Vierhouten rollerna som kapten i Skil-Shimano inför säsongen 2007.
År 2008 avslutade den Bakker sin karriär eftersom han inte längre såg en utmaning i sitt arbete. Efter sin aktiva karriär blev han sportchef för Cyclingteam De Rijke.

## Meriter
| 2008 - 1:a, etapp 1B, Brixia Tour (lagtempolopp) 2007 - 1:a - Profronde van Friesland - 3:a - Nationsmästerskapens linjelopp - 7:a - Nationale Sluitingsprijs - 10:a - Belgien runt 2005 - 1:a - etapp 3, Österrike runt - 4:a - Schaal Sels 2004 - 8:a - Kuurne-Bryssel-Kuurne 2003 - 1:a - etapp 4, Uniqa Classic - 1:a - Nationsmästerskapens tempolopp - 5:a - Ronde van Midden-Zeeland - 6:a - Belgien runt 2001 - 7:a Omloop Het Volk - 8:a - Ronde van Nederland 2000 - 3:a - Nationsmästerskapens tempolopp - 5:a - Nationsmästerskapens linjelopp - 5:a - Driedaagse van De Panne-Koksijde - 6:a - Rund um den Henninger Turm - 7:a - GP Ouest France-Plouay - 8:a - Liège-Bastogne-Liège 1999 - 1:a - Nationsmästerskapens linjelopp - 1:a - Profronde van Almelo - 1:a - etapp 6 Ronde van Nederland - 2:a - La Flèche Wallonne - 3:a - Liège-Bastogne-Liège - 4:a - Amstel Gold Race - 6:a - Paris–Nice - 6:a - Ronde van Midden-Zeeland - 6:a - Milano-Vignola - 8:a - Ronde van Nederland - 8:a - Driedaagse van De Panne-Koksijde - 9:a - Dwars door Vlaanderen | 1998 - 1:a - etapp 2 GP Wilhelm Tell - 2:a - Amstel Gold Race - 2:a - etapp 19 Tour de France - 3:a - Omloop Mandel-Leie-Schelde - 3:a - Paris-Bourges - 4:a - La Flèche Wallonne - 4:a - GP van Wallonië - 9:a - Liège-Bastogne-Liège - 10:a - Ronde van Nederland 1997 - 1:a - etapp 3 Wien - Rabenstein - Gresten - Wien - 2:a - Brabantse Pijl - 4:a - GP van Wallonië - 4:a - Memorial Rik Van Steenbergen - 6:a - Route du Sud - 7:a - Züri Metzgete 1996 - 1:a - etapp 5 Ruta del Sol - 1:a - Nationsmästerskapens linjelopp - 4:a - Brabantse Pijl - 8:a - Ronde van Nederland - 10:a - Ruta del Sol 1995 - 2:a - GP van Wallonië - 3:a - Nationsmästerskapen - linjelopp - 5:a - Züri Metzgete - 8:a - Ronde van Nederland - 10: - Liège-Bastogne-Liège 1994 - 1:a - Nationale Sluitingsprijs - 1:a - Ronde van Midden-Zeeland - 2:a - Brabantse Pijl - 9:a - Ruta del Sol - 10:a - Lombardiet runt 1993 - 1:a - etapp 4 Luxemburg runt - 2:a - Luxemburg runt - 2:a - Veenendaal–Veenendaal - 4:a - Nationsmästerskapen - linjelopp |